# Volkel

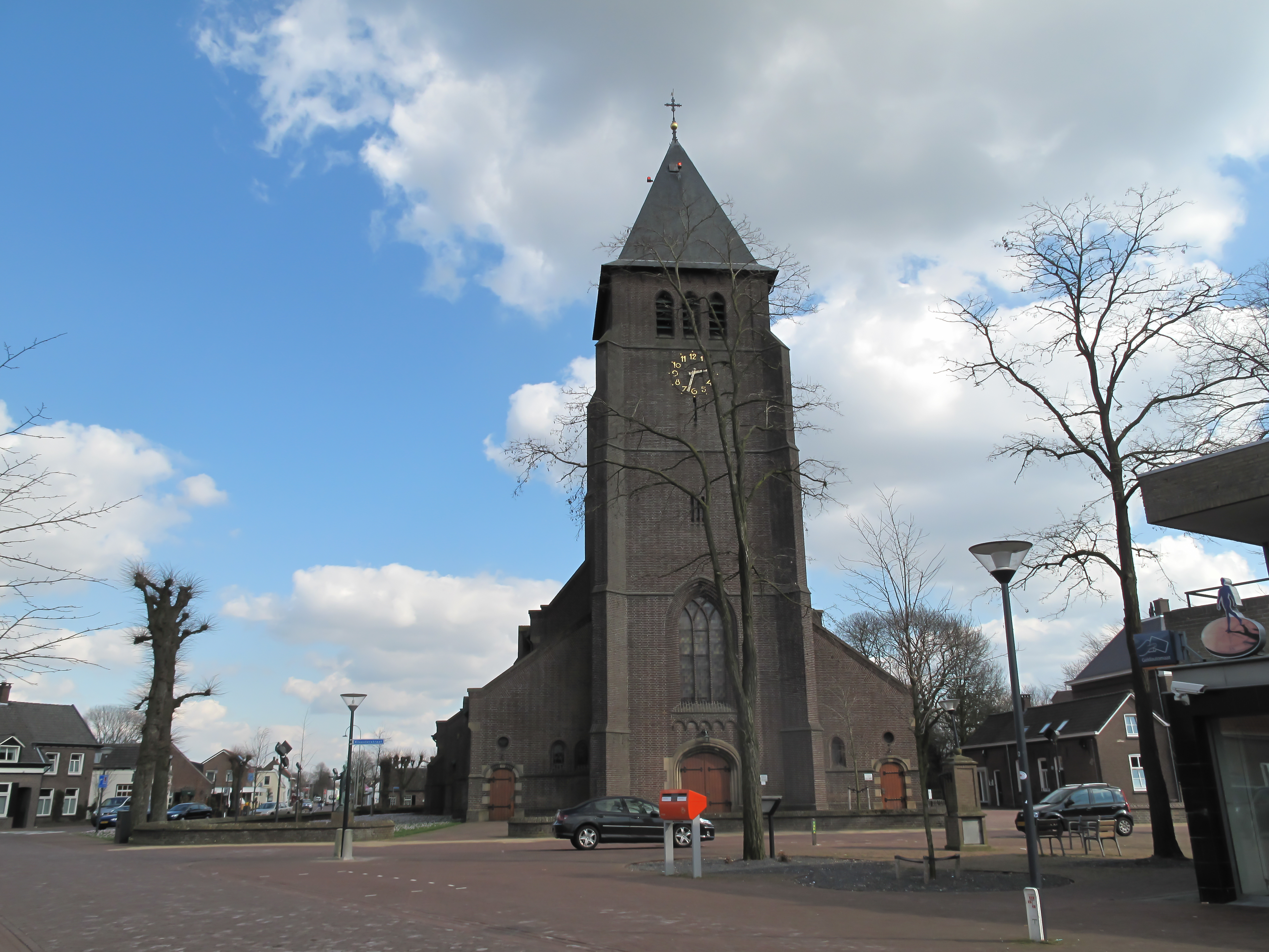
Volkel, kerk van de Heilige Antonius Abt

Volkel is een kerkdorp in de gemeente Maashorst in de Nederlandse provincie Noord-Brabant, gelegen in de Peelrand. Het dorp heeft 3.545 inwoners (1 januari 2023).
Het dorp is vooral bekend om de gelijknamige militaire vliegbasis (Volkel) van de Koninklijke Luchtmacht en het nabijgelegen recreatiepark BillyBird Park Hemelrijk.
Hoewel er verschillende spellingen zijn overgeleverd (en oudere inwoners de naam nog wel uitspreken als Volker), is de meest waarschijnlijke verklaring voor de naam Volkel die van “het bos van Fulco”. De slot-l is een relict van het achtervoegsel “-loo”, dat “bos” betekent. Volke zou dan een variant van de mansnaam Fulco zijn.

## Vliegbasis Volkel
In 1940, aan het begin van de Tweede Wereldoorlog begonnen de Duitsers met de aanleg van een vliegveld bij Odiliapeel. Het werd een zogeheten 'Nachtlandeplatz' waar de jachtvliegtuigen van de toenmalige bezetter gestationeerd werden. De plek was strategisch gekozen: ten zuiden van de grote rivieren. Immers, de geallieerde bommenwerpers, die veelal 's nachts overkwamen, op weg naar het Ruhrgebied, namen boven het verduisterde Nederland de grote rivieren als leidraad.
Op de locatie van de huidige Vliegbasis Volkel werd oorspronkelijk door de Duitse bezetters een bakstenen landingsbaan aangelegd. Deze na de Tweede Wereldoorlog achtergelaten 'Fliegerhorst' zorgde later voor het op de kaart zetten van Volkel en het uitgroeien van en verder ontwikkelen van de gemeente Uden. Het terrein werd in 1949 ingericht voor de basisopleiding en de onderofficiersopleiding van het Korps Mariniers, toen ook de Marine Luchtvaartdienst van de landingsbaan gebruik maakte voor landings- en startoefeningen.
Luchtbasis Volkel werd in 1950 overgedragen aan de Koninklijke Luchtmacht. Het kreeg naamsbekendheid in de jaren 1980 vanwege regelmatige anti-kernwapendemonstraties (van onder meer Vrouwenvredeskamp en Stichting Atoomvrijstaat) in verband met Amerikaanse kernwapens, die op het Amerikaanse deel van de vliegbasis zijn opgeslagen.
Per 2004 waren er drie F-16-squadrons, een reservisten-squadron en een aantal onderhoudsquadrons gestationeerd. De Vliegbasis houdt regelmatig open dagen en is dan deels toegankelijk voor het publiek en biedt vliegshows.

## Kerk van Volkel
De huidige Antonius Abtkerk van Volkel werd in 1938 gebouwd naar ontwerp van architect Johannes van Halteren uit 's-Hertogenbosch. Tijdens de Tweede Wereldoorlog werden door de Duitsers twee klokken uit de toren gehaald. Deze werden in 1947 vervangen door twee nieuwe klokken, die werden gegoten bij gieterij Petit en Fritsen uit Aarle-Rixtel.

## Recreatiepark
Het aan de zuidoost-kant van Volkel gelegen recreatiepark, genaamd BillyBird Park Hemelrijk bestaat uit een groot strandbad, een buitenspeeltuin en twee binnenspeeltuinen. Dit park wordt vooral in de zomermaanden druk bezocht door vakantievierende jongeren en gezinnen.

## Dierenpark
Aan de noordoost-kant van Volkel, naast Vliegbasis Volkel ligt Dierenpark Zie-ZOO, bestaande uit een dierentuin en een kweekcentrum voor exotische dieren.

## Evenementen
Tot 2017 werd door de stichting Volkel in de Wolken jaarlijks een gelijknamig evenement gehouden, met een vliegshow (met deelname van onder meer F-16's van de Koninklijke Luchtmacht), een grote braderie en kindervermaak.
Tijdens de carnavalstijd heet Volkel Pieperland en de inwoners zijn 'piepers' (aardappels) en 'pieperinnekes'.
Sinds 2008 wordt er jaarlijks op het tweede weekend van oktober het festival FestyLand georganiseerd. Dit is de afsluiting van het festivalseizoen en het wordt georganiseerd door Stichting Festyland en Par-T BV. Dit festival is opgericht door de Volkelse band BZB (tegenwoordig nog ambassadeur) om het 15-jarig bestaan van de band dat jaar te vieren en is sindsdien een jaarlijks terugkerend evenement.

## Verenigingen
- Badmintonclub Ramé Volkel
- Biljartvereniging BVV '87
- Biljartvereniging HWP '89
- Biljartclub Jong Geleerd
- Blaaskapel De Hanne Manne
- Countryclub Jolly Jumper
- Dartclub CHWP
- Dames gymclub Volkel
- DGV Documentatie Groep Volkel
- Carnavalsvereniging De Piepers Volkel
- Hengelsportvereniging De Goede Hoop Volkel
- Harmonie Sint Caecilia Volkel
- Hofkapel de Durschieters Volkel
- FCV Fietscross Club Volkel
- Katholieke Bond van Ouderen, afdeling Volkel
- Koor gemengd St.Caecilia Volkel/Odiliapeel
- Mannenkoor De Karawanken
- Oranje Comité Volkel
- Postduivenvereniging Suizende Vleugels
- Postzegelvereniging Volkel/uden e.o.
- Ruitersportvereniging Roland
- Scouting Volkel
- Stichting Barracuda
- Stichting Jeugdbelangen Volkel
- Stichting Soos Plock (het inrichten en in stand houden van een ontmoetingscentrum voor jongeren)
- Tennisclub Volkel
- Toerwielerclub Volkel
- Toneelvereniging De Vriendenkring
- Toneelvereniging OGV Ontspanning Groep Volkel
- Voetbalvereniging RKSV Volkel
- Volleybalvereniging Noch Nix
- Vrouwenorganisatie Vrouwen van nu, afdeling Volkel (voorheen KVO)
- VZOD Handboogsportvereniging Volkel
- Zaalvoetbalvereniging CHWP
- Zaalvoetbalvereniging De Pleinrakkers
- Zaalvoetbalvereniging HWP
- ZVC Volkel

## Bekende inwoners
- Gerrit van Dijk, animator (1938-2012)
- Mark Manders, beeldend kunstenaar (1968)

## Nabijgelegen kernen
Boekel, Odiliapeel, Uden, Mariaheide